# 乳酸性酸中毒
乳酸性酸中毒指的是體內的乳酸（特別是L-乳酸）持續累積所導致的酸中毒。過多的乳酸累積在體內使得循环系统內的PH值過低。乳酸性酸中毒是一種因為代謝不良所導致的酸中毒，身體之所以累積太多乳酸是因為身體無法如常的代謝之。
1. ↑  DuBose, Jr., Thomas D. . Jameson, J. Larry;  et al  (编).  20e. McGraw Hill. 2018  [2022-05-23]. ISBN 978-1259644030. （原始内容存档于2021-04-14）.